# Низовиці
Низовиці (рос. Низовицы) — присілок в Гдовському районі Псковської області Російської Федерації.
Населення становить 46 осіб. Входить до складу муніципального утворення Самолвовська волость.

## Історія
Від 2005 року входить до складу муніципального утворення Самолвовська волость.

## Населення
| 2001 | 2002 | 2010 |
| ---- | ---- | ---- |
| 67   | ↘64  | ↘46  |